# Лісоволисіївська сільська рада
| Лісоволисіївська сільська рада — орган місцевого самоврядування у Калинівському районі Вінницької області з адміністративним центром у с. Лісова Лисіївка. Сільській раді підпорядковані населені пункти: - с. Лісова Лисіївка |

## Склад ради
Рада складається з 16 депутатів та голови.

## Керівний склад сільської ради
| ПІБ                       | Основні відомості                                                                              | Дата обрання | Дата звільнення |
| ------------------------- | ---------------------------------------------------------------------------------------------- | ------------ | --------------- |
| Гринчак Анатолій Іванович | Сільський голова, 1954 року народження, освіта, член Партії промисловців і підприємців України | 26.03.2006   | 31.10.2010      |
| Гринчак Анатолій Іванович | Сільський голова, 1954 року народження, освіта вища, безпартійний                              | 31.10.2010   | 2015            |
| Соць Ігор Валерійович     | Сільський голова, 1983 року народження, освіта вища, безпартійний                              | 2015         | 2020            |

Примітка: таблиця складена за даними джерела

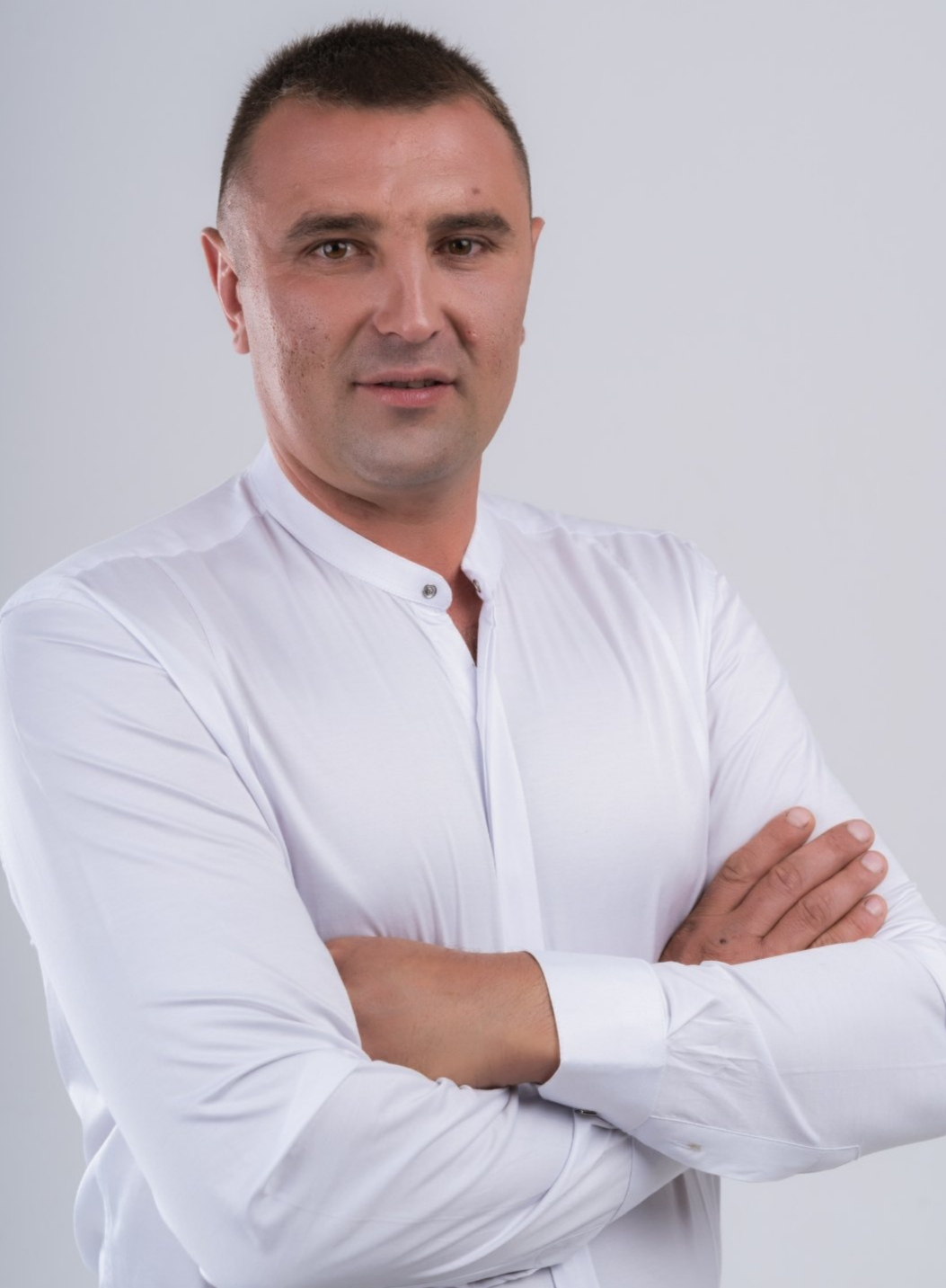
Ігор Соць — голова сільської ради у 2015-2020 роках